# Las Majadas (ort i Spanien)
Las Majadas är en ort i Spanien.   Den ligger i provinsen Provincia de Cuenca och regionen Kastilien-La Mancha, i den centrala delen av landet, 140 km öster om huvudstaden Madrid. Las Majadas ligger 1 395 meter över havet och antalet invånare är 371.
Terrängen runt Las Majadas är kuperad västerut, men österut är den platt. Runt Las Majadas är det ganska glesbefolkat, med 30 invånare per kvadratkilometer. Närmaste större samhälle är Villalba de la Sierra, 9,0 km sydväst om Las Majadas. 